# Жардел (футболист, 1997)
Эсмералду Са да Си́лва (порт. Esmiraldo Sá da Silva; род. 20 сентября 1997, Бисау), более известный как Жардел (порт. Jardel) — бисау-гвинейский футболист, нападающий клуба «Ирони» и сборной Гвинеи-Бисау.

## Клубная карьера
Жардел — воспитанник клубов «Баррейренсе» и «Риу Аве». 22 октября 2017 года в матче против «Навалькарнеро» он дебютировал в третьем испанском дивизионе за дубль «Депортиво Ла-Корунья» и отметился первым голом. Осенью 2018 года стал игроком «Реал Вальядолид B». 16 сентября в поединке против «Понтеведра» он дебютировал в испанской Сегунде B.
В сентябре 2019 года перешёл в «Альхесирас». 22 сентября в матче против «Севилья Атлетико» Жардел дебютировал за новый клуб. 29 сентября в поединке против дублёров «Кадиса» он забил первый гол за «Альхесирас». Зимой 2020 года перешёл в клуб «Мерида». 2 февраля в матче против «Марбельи» нападающий дебютировал за клуб. В следующем туре против «Рекреативо» он забил первый гол за новую команду.
Летом 2020 года стал игроком португальского «Леса». В 2022 году перешёл «Фейренсе». 18 сентября в поединке против «Риу Аве» он дебютировал в Сегунда-лиге и отметился первым голом.
В июне 2023 года перешёл в клуб «Визела», подписав трёхлетний контракт. 12 августа в матче против лиссабонского «Спортинга» Жардел дебютировал в Примейра Лиге. В феврале на правах аренды стал игроком польского «Радомяка». 16 февраля в поединке против «Погонь Щецин» он провёл первый матч в Экстраклассе. 5 апреля в матче против «Ракув» он забил первый гол за «Радомяк».

## Международная карьера
24 марта 2023 года в матче квалификации на Кубок Африканских Наций против сборной Нигерии Жардел дебютировал в составе национальной сборной Гвинеи-Бисау.
| Матчи Жардела за национальную сборную Гвинеи-Бисау | Матчи Жардела за национальную сборную Гвинеи-Бисау | Матчи Жардела за национальную сборную Гвинеи-Бисау | Матчи Жардела за национальную сборную Гвинеи-Бисау | Матчи Жардела за национальную сборную Гвинеи-Бисау | Матчи Жардела за национальную сборную Гвинеи-Бисау | Матчи Жардела за национальную сборную Гвинеи-Бисау | Матчи Жардела за национальную сборную Гвинеи-Бисау |
| №                                                  | Дата                                               | Соперник                                           | Счёт                                               | Голы                                               | Карточки                                           | Минуты                                             | Соревнование                                       |
| -------------------------------------------------- | -------------------------------------------------- | -------------------------------------------------- | -------------------------------------------------- | -------------------------------------------------- | -------------------------------------------------- | -------------------------------------------------- | -------------------------------------------------- |
| 1                                                  | 24 марта 2023                                      | Нигерия                                            | 1:0                                                | —                                                  | —                                                  | 14'                                                | Отбор на КАН 2023                                  |
| 2                                                  | 27 марта 2023                                      | Нигерия                                            | 0:1                                                | —                                                  | —                                                  | 9'                                                 | Отбор на КАН 2023                                  |
| 3                                                  | 11 сентября 2023                                   | Сьерра-Леоне                                       | 2:1                                                | —                                                  | —                                                  | 15'                                                | Отбор на КАН 2023                                  |